# Ernest Wild

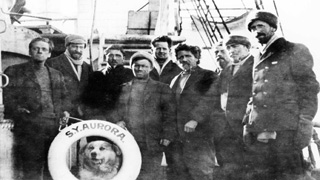
Sobreviventes do Grupo do mar de Ross a bordo do Aurora. Ernest Wild é o quarto a contar da esquerda.

Henry Ernest Wild AM (Nettleton, Lincolnshire, 10 de Agosto de 1879–10 de Março de 1918), conhecido como Ernest Wild, foi um marinheiro da Marinha Real Britânica e explorador da Antárctida, irmão mais novo Frank Wild. Ao contrário do seu irmão, que esteve no Sul em cinco ocasiões, Ernest Wild fez apenas uma viagem à Antárctida como membro do Grupo do Mar de Ross, na Expedição Transantártica Imperial (1914–17) de Ernest Shackleton. Wild foi um dos elementos de um grupo de 10 homens que ficou preso num banco de gelo quando as amarras do navio da expedição rebentaram, durante uma tempestade, sendo forçados a improvisar para conseguirem sobreviver. Entre 1915–16, teve um papel de destaque na viagem de estabelecimento de depósitos de mantimentos e combustível e, em reconhecimento pelos seus esforços para salvar a vida a dois companheiros naquela viagem, recebeu, a tútlo póstumo, a  Medalha de Alberto. Ernest Wild sobreviveu à expedição, mas morreria ao serviço a Marinha Real no mar Mediterrâneo em Março de 1918.